# Marija Kuznecova
Marija Sergeevna Kuznecova (in russo Мария Сергеевна Кузнецова?; Novočeboksarsk, 17 dicembre 1997) è una lottatrice russa, specializzata nella lotta libera.

## Palmarès
- Europei

Bucarest 2019: bronzo nei 65 kg.
Roma 2020: bronzo nei 65 kg.
- Giochi europei

Minsk 2019: bronzo nei 62 kg.